# 饒伯森

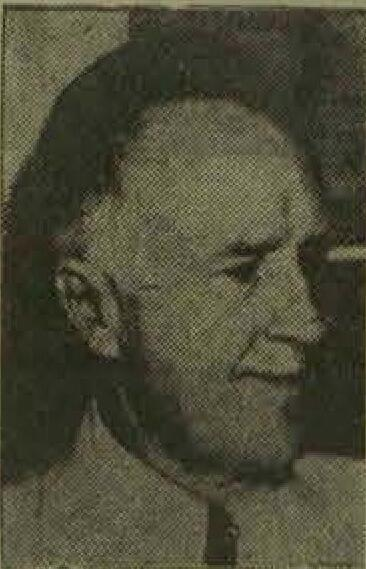
饶伯森肖像

饶伯森（英语：Walter Spencer Robertson，1893年12月—1970年1月18日），美国企业家、外交官。

## 生平
1945年，饒伯森担任美国驻华大使馆参事。1946年1月，国共双方达成停火声明，并成立军调部，饒伯森在中国担任军事调处执行部美国代表团首席代表（国民党代表为郑介民、共产党代表为叶剑英）。1953年至1959年，饒伯森担任美国东亚暨太平洋事务助理国务卿。1970年1月18日，饒伯森因心脏病发作去世。
1953年，参与協調韩国总统李承晚同意停火協議，韓美兩國得以順利度過這個危機局面，並在當年8月簽訂《韓美互相防衛條約》。